# メガラバ
「メガラバ」は、日本の女性歌手・横山ルリカの楽曲。2014年2月5日にビクターエンタテインメント（FlyingStar Records）からリリースされた、通算3枚目のシングル。楽曲のプロデュースは原田アツシ。

## 背景・制作
前作「Your Voice,My Life」から、約4ヶ月ぶりの3rdシングル。
楽曲は、アニメ曲やゲーム音楽などを手掛けるクリエイター、キーボーディストの原田アツシがプロデュースした。当初から、テレビアニメ『トリコ』のエンディング主題歌として制作され、アニメの内容に沿ったロックテイストなサウンドが特徴。自身も「アニソンを唄うのも夢だった」と語っている。
表題の「メガラバ」の意味は"Mega Lover（大きな愛）"。マキシマム ザ ホルモンの楽曲「恋のメガラバ」の曲名に由来している。

## リリース
楽曲のシングルCDは、初回限定盤A・B、トリコ盤、通常盤の4形態でリリースされた。初回限定盤AにはDVD、初回限定盤Bには「特製ブックレット」が同梱されている。トリコ盤には「3DS『トリコ アルティメットサバイバル』スペシャル限定食材アイテムQRコード」が封入されている。ほか、全形態の初回生産分に「イベント参加券」が封入されている。

## プロモーション
楽曲のプロモーションで、以下のメディアに出演した。
TV番組
- あらあらかしこ（2014年1月25日、仙台放送）
- ONGAX（2014年1月25日、千葉テレビ）
- 魁!音楽番付（2014年1月29日、フジテレビ）
- POP PARADE（2014年1月30日、テレビ神奈川）
- ミュージックドラゴン（2014年1月31日、日本テレビ）
- J-POPランキング（2014年2月1日、BS朝日）
- アイドルヒッツ（2014年2月2日、スペースシャワーTV プラス）
- ミュージャック（2014年2月7日、関西テレビ）

ラジオ番組
- メガコンDJのおねだりミュージック・アワー（2014年1月25日、FM愛知）
- 代々木パイレーツ（2014年1月30日、FM-FUJI）
- DIG IT! DIG IT!（2014年1月31日、ZIP-FM）
- 深谷里奈の年リク!（2014年2月7日、東海ラジオ放送）
- 多田木・川島 茶の間でショウ（2014年2月9日、東海ラジオ放送）
- 夕焼けSHUTTLE（2014年2月10日、NACK5）

## ミュージック・ビデオ
リリースに先行して、楽曲のショートバージョンがYouTubeで無料公開されている。
映像は主題歌であるアニメ『トリコ』の世界にも通じる、POPな雰囲気とシュールさがブレンドされている。小さな観覧車とメリーゴーランドの前で撮影され、「仲間のポニーたちと一緒に暮らしている、ファンタジー世界の住人」に見立てた設定で行なわれた。サビ部分の手でハートをつくる振付けは、本人のアイディアを採用したものとなっている。
撮影は、群馬県藤岡市にあるハイウェイオアシス「ららん藤岡」のミニ遊園地施設「メルヘンプラザ」で行われた。

## チャート成績
オリコン週間ランキングでは最高15位。週間USEN HITアニメランキングでは、2週連続の1位を記録した。

## ライブ・パフォーマンス
発売イベントも兼ねたミニライブが、下記の日時・場所で実施された。
「メガラバ」発売記念イベント
- 2014年1月18日 北海道サッポロファクトリーアトリウム
- 2014年1月25日 タワーレコード仙台パルコ店
- 2014年1月26日 阪急西宮ガーデンズ 4Fスカイガーデン木の葉のステージ
- 2014年2月1日 福岡イオンモール香椎浜 1Fセントラルコート
- 2014年2月2日 エアポートウォーク名古屋 3Fイベントステージ
- 2014年2月4日 ベルサール西新宿 イベントホール
- 2014年2月5日 池袋サンシャインシティアルパ B1噴水広場
- 2014年2月6日 クイーンズスクエア横浜クイーンズサークル
- 2014年2月7日 あべのキューズモール 3Fスカイコート
- 2014年2月9日 お台場ヴィーナスフォート 2F教会広場

以下の音楽番組に出演し、楽曲をライブ披露した。
- BOMBER-E（2014年2月4日、名古屋テレビ）

## メディアでの使用
楽曲は以下のメディアで使用され、初のアニメタイアップとなった。2014年1月からオンエアー。
- CX系テレビアニメ『トリコ』エンディング主題歌

## シングル収録トラック
| #         | タイトル                         | 作詞・作曲 | 編曲       | 時間  |
| --------- | -------------------------------- | ---------- | ---------- | ----- |
| 1.        | 「メガラバ」                     | 原田アツシ | 原田アツシ | 3:37  |
| 2.        | 「Merry-go-round」               | core102    | core102    | 3:59  |
| 3.        | 「メガラバ」(Instrumental)       |            |            | 3:37  |
| 4.        | 「Merry-go-round」(Instrumental) |            |            | 3:59  |
| 合計時間: | 合計時間:                        | 合計時間:  | 合計時間:  | 15:13 |

| #  | タイトル                   | 作詞 | 作曲・編曲 |
| -- | -------------------------- | ---- | ---------- |
| 1. | 「メガラバ」(Music Video)  |      |            |
| 2. | 「メガラバ」(Making Video) |      |            |

| #         | タイトル                     | 作詞  | 作曲・編曲 | 時間 |
| --------- | ---------------------------- | ----- | ---------- | ---- |
| 1.        | 「メガラバ」                 |       |            | 3:37 |
| 2.        | 「両手広げて」               |       |            | 4:27 |
| 3.        | 「メガラバ」(Instrumental)   |       |            | 3:37 |
| 4.        | 「両手広げて」(Instrumental) |       |            | 4:26 |
| 合計時間: | 合計時間:                    | 16:08 |            |      |

| #         | タイトル                         | 作詞・作曲 | 編曲       | 時間  |
| --------- | -------------------------------- | ---------- | ---------- | ----- |
| 1.        | 「メガラバ」                     | 原田アツシ | 原田アツシ | 3:37  |
| 2.        | 「Merry-go-round」               | core102    | core102    | 3:59  |
| 3.        | 「両手広げて」                   | 原田アツシ | 原田アツシ | 4:27  |
| 4.        | 「メガラバ」(Instrumental)       |            |            | 3:37  |
| 5.        | 「Merry-go-round」(Instrumental) |            |            | 3:59  |
| 6.        | 「両手広げて」(Instrumental)     |            |            | 4:26  |
| 合計時間: | 合計時間:                        | 合計時間:  | 合計時間:  | 24:07 |

| #         | タイトル                   | 作詞 | 作曲・編曲 | 時間 |
| --------- | -------------------------- | ---- | ---------- | ---- |
| 1.        | 「メガラバ」               |      |            | 3:37 |
| 2.        | 「メガラバ」(TV-MIX)       |      |            | 1:00 |
| 3.        | 「メガラバ」(Instrumental) |      |            | 3:37 |
| 合計時間: | 合計時間:                  | 8:15 |            |      |